# Kaltwasser (Ujest)
Kaltwasser (polnisch Zimna Wódka) ist eine Ortschaft in Oberschlesien. Der Ort liegt in der Gemeinde Ujest im Powiat Strzelecki in der Woiwodschaft Oppeln.

## Geographie

### Geographische Lage
Das Angerdorf Kaltwasser liegt sechs Kilometer nordwestlich vom Gemeindesitz Ujest, 8 Kilometer südlich von der Kreisstadt Strzelce Opolskie (Groß Strehlitz) und 38 Kilometer südöstlich von der Woiwodschaftshauptstadt Opole (Oppeln). Der Ort liegt in der Nizina Śląska (Schlesische Tiefebene) innerhalb der Kotlina Raciborska (Ratiborer Becken). Durch den Ort fließt die Jaryszówka. Nördlich des Ortes verläuft die Autostrada A4. Kaltwasser liegt an der ehemaligen Bahnstrecke Kędzierzyn-Koźle–Kluczbork.

### Ortsteile
Zu Kaltwasser gehören die Weiler Buczek (Butschek) und Wesołów (Wesolow).

### Nachbarorte
Nachbarorte von Kaltwasser sind im Südosten Jarischau (Jaryszów), im Süden Alt Ujest (Stary Ujazd) und im Westen Klutschau (Klucz).

## Geschichte

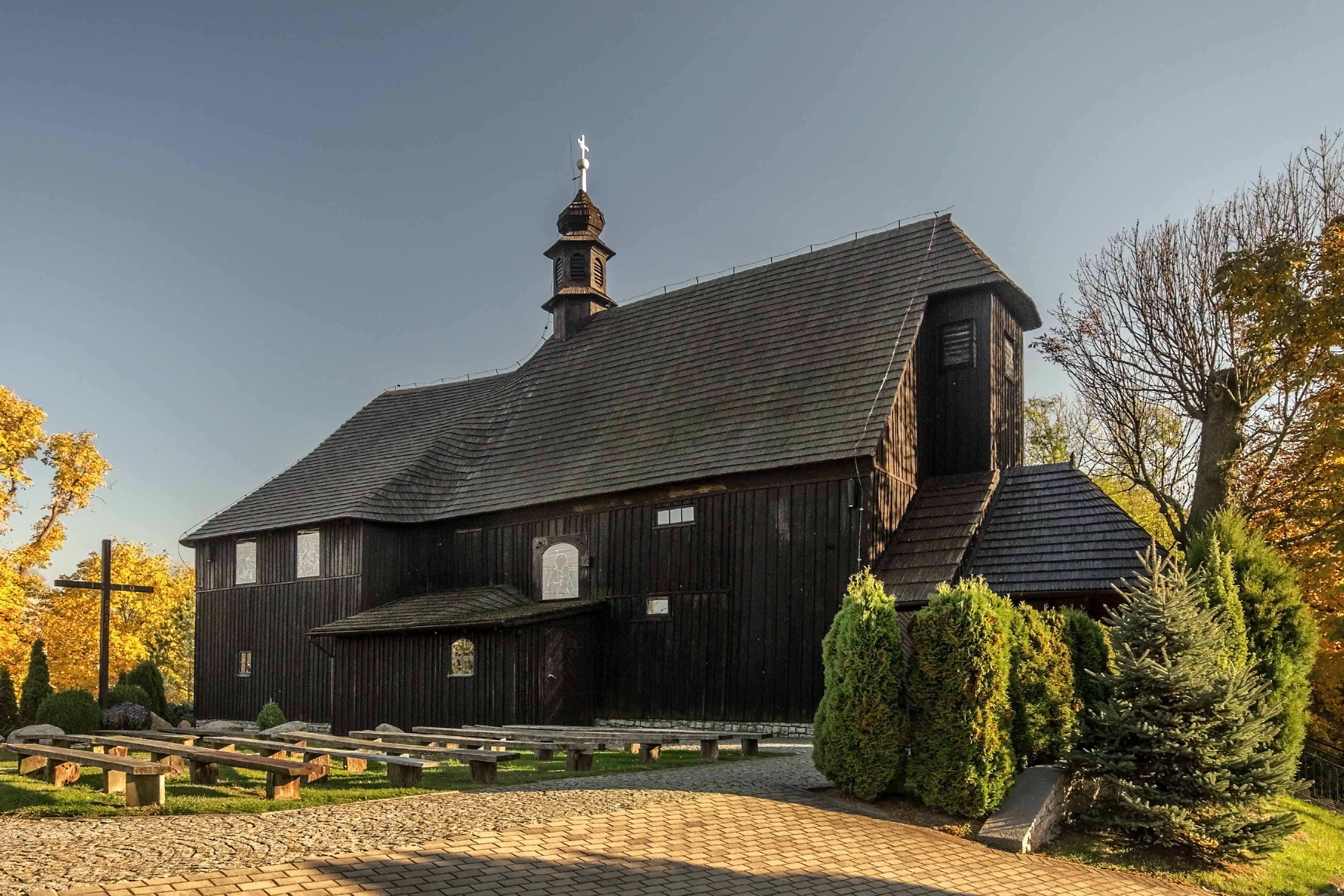
Schrotholzkirche St. Maria Magdalena

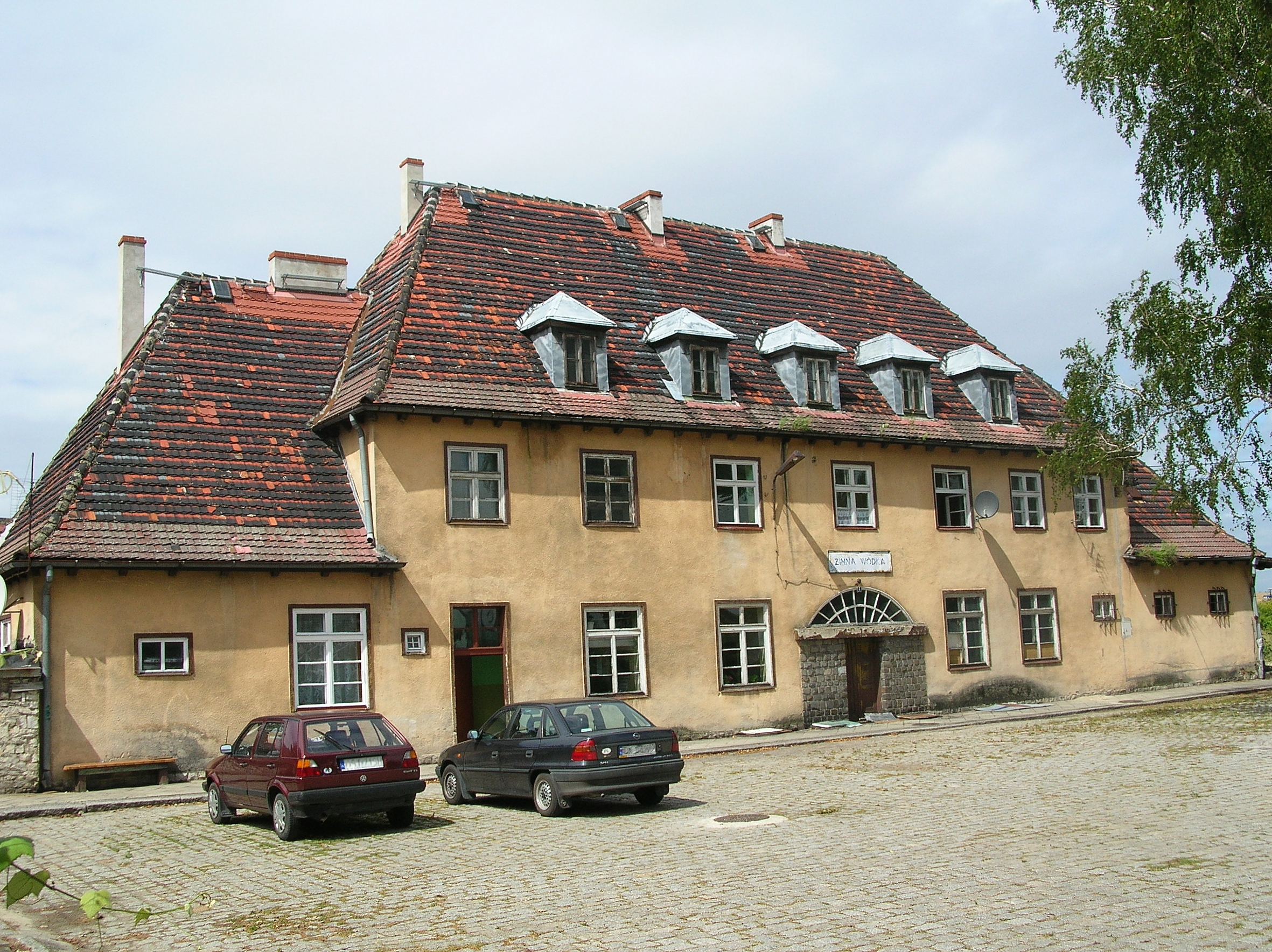
Bahnhofsgebäude

Kaltwasser wurde am 25. Mai 1223 erstmals urkundlich erwähnt. 1260 folgte eine Erwähnung als „Zimnowodca“ sowie 1324 als Fons frigidus. 1376 wurde der Ort in den Kirchenbüchern als „Caldeborn“ erwähnt.
Nach dem Ersten Schlesischen Krieg fiel Kaltwasser 1742 mit dem größten Teil Schlesiens an Preußen.
Nach der Neuorganisation der Provinz Schlesien gehörte die Landgemeinde Kaltwasser ab 1816 zum Landkreis Groß Strehlitz im Regierungsbezirk Oppeln. 1845 bestanden in Ort ein Vorwerk, eine katholische Kirche, zwei Schäfereien und 59 Häuser. Im gleichen Jahr zählte Kaltwasser 454 Einwohner, allesamt katholisch. 1858 wurde die erste Schule des Ortes erbaut. 1861 zählte das Dorf 600 Einwohner. 1865 hatte der Ort 321 Einwohner sowie 50 Bauern-, 10 Gärtner und 21 Häuslerstellen sowie einen Kretscham und vier Wassermühlen. 1874 wurde der Amtsbezirk Schloß Ujest gegründet, welcher die Landgemeinden Alt Ujest, Carolinenhof, Dziedzinka, Jarischau, Kaltwasser, Klutschau und Niesdrowitz und den Gutsbezirken Alt Ujest, Goi und Lalok, Klutschau Vorwerk, Kopanina, Niesdrowitz und Ujest, Schloß und der Kolonie Jarischau umfasste.
1910 lebten im Ort 725 Einwohner. Bei der Volksabstimmung am 20. März 1921 stimmten 70 Wahlberechtigte für einen Verbleib bei Deutschland und 181 für Polen. Gleichwohl verblieb Kaltwasser beim Deutschen Reich. 1925 zählte der Ort 696 und 1933 676 Einwohner. Bis 1945 befand sich der Ort im Landkreis Groß Strehlitz. Im Zweiten Weltkrieg wurde in Kaltwasser ein Außenlager des KZ Groß-Rosen errichtet, in dem Häftlinge für das Projekt Riese arbeiten mussten.
1945 kam der bisher deutsche Ort unter polnische Verwaltung, wurde in Zimna Wódka umbenannt und der Woiwodschaft Schlesien angeschlossen. 1950 wurde der Ort Teil der Woiwodschaft Oppeln und 1999 des wiedergegründeten Powiat Strzelecki. Am 28. August 2006 wurde in der Gemeinde Ujest, der Kaltwasser angehört, Deutsch als zweite Amtssprache eingeführt. Am 15. August 2008 gegen 17:00 durchzog den Ort ein Wirbelsturm, der zuvor unmittelbar südwestlich des Ortes entstanden ist, und beschädigte 15 Grundstücke. Dieser zog danach nach Schironowitz weiter. Im November 2008 erhielt der Ort zusätzlich den amtlichen deutschen Ortsnamen Kaltwasser.

## Sehenswürdigkeiten

### Magdalenenkirche
Die römisch-katholische Magdalenenkirche (poln. Kościół św. Marii Magdaleny) eine Schrotholzkirche aus dem Jahr 1524. Der hölzerne Bau entstand in Blockbauweise  im barocken Stil. Seit 1954 steht das Gotteshaus unter Denkmalschutz.

### Weitere Sehenswürdigkeiten
- Denkmal für die Gefallenen beider Weltkriege
- Empfangsgebäude des ehemaligen Bahnhofs
- Steinerne Wegekapelle
- Steinernes Wegekreuz
- Kapelle aus Backstein in Butschek

## Vereine
- Deutscher Freundschaftskreis
- Dorferneuerungsgruppe des Programms „Odnowa Wsi Opolskiej“
- Freiwillige Feuerwehr OSP Zimna Wódka